# Модифікації Quake
Виходячи з відкритої позиції Id Software щодо модифікацій ігор, їх серія Quake стала популярною темою для модів гравців, починаючи з Quake в 1996 році. Стимульований створеним користувачами зламаним контентом у своїх попередніх іграх та бажанням компанії заохочувати хакерську етику, Id включив спеціальні інструменти модифікації в Quake, включаючи мову програмування QuakeC та редактор рівнів. Як гра, яка популяризувала багатокористувацькі онлайн-шутери від першої особи, ранні ігри були засновані на команді та стратегіях і призвели до появи відомих модифікацій, таких як Team Fortress, розробники яких пізніше були найняті Valve для створення спеціальної версії для компанії. Відкритість Id та інструменти модифікації призвели до спільноти «Quake movie», яка змінила дані ігрового процесу, щоб додати ракурси камери під час постпродакшену, практика, яка стала відома як machinima.

## Фон
Модифікації гравців або модифікації змінюють мистецтво або ігровий процес гри, щоб створити альтернативні або абсолютно нові ігри. З епохи Atari до 1990-х років розробники відеоігор, як відомо, пильно захищали свою інтелектуальну власність за допомогою авторських прав, патентів і загальної секретності. Засновники Id Software Джон Кармак і Джон Ромеро були схвильовані, коли їх Wolfenstein 3D був зламаний, щоб поміняти контент в гру, і вирішили допомогти, а не перешкоджати хакерській етиці тих, хто буде модифікувати свої пізніші ігри, включаючи Doom і Quake. Doom додав нові графічні деталі до своїх попередників шутерів від першої особи (текстури стін, різноманітне середовище) та локальної, мережевої багатокористувацької гри, але в 1996 році Quake також додав кращу графіку в повністю 3D-світі, але став відомий своєю багатокористувацькою грою на далеких відстанях. Він популяризував споживчі відеокарти з реалізацією 3D-рендеринга за технологією OpenGL, а його спеціальні інструменти розробника заохочували користувачів створювати власні модифікації, породивши «здорову сцену модифікації». Приблизно під час випуску Quake ці користувацькі модифікації стали відомі як просто «моди».

## Quake
Моддінг був спрощений для гравців Quake, які могли завантажувати редактори рівнів і мову програмування QuakeC, щоб створювати власні моди і контент. Доступність QuakeC призвела до нової парадигми модних творінь. Більшість творінь гравців були командними іграми, оскільки гравці цінували їх стратегічні та кооперативні елементи. Серед перших успішних модів були Capture the Flag і Team Fortress. Модна спільнота та їхні веб-сайти, такі як PlanetQuake Featured Mods, стали місцем для навчання початківців програмістів та художників ігор. Valve найняла своїх перших співробітників зі спільноти Quake modding, оскільки команду Team Fortress запросили створити продовження першої гри Valve, Half-Life, побудованої на модифікаціях ігрового движка Quake II.
У 1997 році мод Quake «тотального перетворення» під назвою «Alien Quake» замінив персонажів, рівні та звуки замінами з франшизи фільмів «Чужий». Його розробники отримали повідомлення про видалення від 20th Century Fox, яке вони розмістили на своєму веб-сайті. Рішуча реакція продюсера на зусилля фанатів придумала термін «Foxed».
Вибір Id створити редактор і мову сценаріїв і поділитися ним з Quake стимулював його спільноту модифікаторів і призвів до непередбачених нововведень, таких як анімаційні фільми, що виконуються гравцями під час ігрового процесу. Rock, Paper, Shotgun назвали цей час «Срібним століттям модифікації FPS» за увагу моддера до гіперреалістичних і відшліфованих деталей у створенні ігрових активів, які межували з якістю виробництва розробників AAA.
Було дві спроби створити дані ігор безкоштовного контенту для Quake, подібні до OpenArena або Freedoom. Перший, Open Quartz, був запущений у 2000 році, а другий LibreQuake був створений в 2019 році

### Машиніма
Мистецтво використання відеоігор для створення наративних відео, а не геймплея, виникло від спільноти «Quake movie» і стало відомим як machinima. Гравці Quake і Quake II створювали програми для зміни демо-файлів гри, які містили записи про введення користувачем і події гри. Актори керували своїми персонажами в прямому ефірі — створюючи демонстраційний файл — а редактори «повторно приєднувалися», переглядаючи сцену з нової точки зору або міняючись місцями між заздалегідь вибраними кутами камери. Інструменти Quake, створені для цих цілей, призвели до створення спеціальних утиліт для машиніми постпродакшну, таких як Keygrip і Keygrip2 Девіда «CRT» Райта. Зростання machinima стало можливим завдяки вибору розробників, таких як Id, для випуску легкодоступного коду та інструментів для його зміни. Навіть коли були створені більш просунуті інструменти, гравці вибрали власні доморощені інструменти та зберегли виробництво в стилі «Quake movie» як власний процес, створений користувачами.

## Quake II
Серед найпопулярніших модів Quake II був Chaos Deathmatch від Chaotic Dream Group. Quetoo — це безкоштовна програмна перереалізація deathmatch гри.
Для гри було створено кілька редакторів умовно-безкоштовного рівня. Програміст, розчарований редактором рівнів гри QuakeEd, випустив власну версію безкоштовно, а пізніше йому запропонував роботу Джон Кармак з Id. Роберт Даффі модифікував інструмент редагування гри в пакет під назвою QeRadiant. Іншим прикладом є Qoole.

### Qoole
Qoole, скорочення від Quake Object Oriented Level Editor, є редактором рівнів для відеоігор, заснованих на рушії Quake, і був розроблений Lithium Software. Серед підтримуваних ігор — оригінальні Quake I і Quake II, Hexen II і Half-Life. Він використовує метод на основі пензля для побудови нових карт, в яких можуть бути розміщені монстри, предмети та вогні або будь-який з бортових префабів. Спочатку він продавався на CD-ROM, але вихідний код в кінцевому підсумку був випущений під GPL v2.

## Quake III
У 2000 році Id передала контроль над технічним обслуговуванням інструментів редактора рівнів Quake III Arena (Q3Radiant) програмістам спільноти, які додали нові функції та випустили результат як сумісний з Windows та Linux GtkRadiant. Публічний бета-тест був проведений в січні 2001 року. Він став одним з найбільш використовуваних редакторів рівнів Quake і пізніше був випущений під ліцензією GNU General Public License.